# Svećenikova djeca (2013.)
Svećenikova djeca je hrvatski film iz 2013. godine koji je režirao Vinko Brešan. Snimljen je prema istoimenom dramskom predlošku autora Mate Matišića, a glavne uloge u njemu su ostvarili Krešimir Mikić, Nikša Butijer, Dražen Kühn, Marija Škaričić, Goran Bogdan i Jadranka Đokić. Radnja filma vrti se oko mladog svećenika koji dolazi na mali neimenovani dalmatinski otok na kojem se, u nadi da će povećati natalitet izumirućeg otoka, udružuje s lokalnim prodavačem i ljekarnikom s kojima zajedno buši kondome i pušta ih u prodaju.
Film je u službenu kino distribuciju u Hrvatskoj krenuo 3. siječnja 2013. godine. Odmah u prvom vikendu prikazivanja pogledalo ga je rekordnih 33.759 gledatelja što do tada nije uspjelo ni jednom drugom domaćem filmu od osamostaljenja Hrvatske. U razdoblju od samo 11 dana film je vidjelo više od 80 tisuća ljudi, a za prelazak brojke od 100 tisuća gledatelja trebalo mu je nepunih 18 dana prikazivanja. Početkom sedmog tjedna prikazivanja filma u kinima, Svećenikovu djecu pogledalo je sveukupno 155.139 gledatelja čime je postao najgledaniji domaći film u 21. stoljeću. Ovim rezultatom redatelj Vinko Brešan postao je prva osoba u povijesti hrvatske kinematografije čija je čak tri filma pogledalo više od 100 tisuća gledatelja (ostali su Kako je počeo rat na mom otoku i Maršal) od kojih se dva (Otok i Svećenikova djeca) nalaze na prvom i drugom mjestu najgledanijih filmova od osamostaljenja.
Film Svećenikova djeca dobio je uglavnom pozitivne kritike domaćih filmskih kritičara. Isto tako, kontroverznom je radnjom potaknuo niz oprečnih mišljenja pri čemu su najjasniji bili pripadnici Katoličke Crkve.

## Dramski predložak, snimanje i produkcija
Drama Mate Matišića praizvedena je još 1999. godine u splitskom HNK. Tada splitska premijera "Svećenikove djece" ni kod publike ni kod kritike nije naišla na veliko oduševljenje. Bez obzira na to, drama je prevedena na ruski i izvođena je u Moskvi u Puškin teatru, a izvedena je i na 15. Marulićevim danima 2005. godine, što govori da Matišićev predložak nije bez potencijala, samo ga treba dobro iskoristiti. Vinko Brešan, redatelj uspješnica Kako je počeo rat na mom otoku i Maršala vratio se žanru koji odlično radi, komediji.
Snimanje filma počelo je krajem ožujka 2012. u Zagrebu i trajalo je dva mjeseca. Prije nego što je produkcija filma završila organizirane su testne projekcije poslije kojih je publika odgovarala na pisani upitnik, o čemu redatelj Brešan govori: Previše je filmova koji su ušli u distribuciju na loš način, nepripremljeni pa onda novine pišu da je taj i taj film vidjelo manje od tisuću ljudi. Kada bismo svi radili kao što treba raditi, onda bi hrvatski film imao i drukčiji status u društvu, a danas taj status, budimo realni, nije baš visok. Film je producirao Interfilm, a sufinancirali su ga Hrvatski audiovizualni centar i organizacija Eurimages.
Distributer filma Continental na Youtube je postavio tri promotivna foršpana, "Nogomet", "Balote" i "Svećenikova djeca". od kojih treći publiku želi privući svojom provokativnošću. Naime, video prikazuje dalmatinsku klapu u kojoj šest crnaca i jedan azijat pjevaju "Ju te san se zajubija", tradicionalnu pjesmu za čije je izvođenje klapa Nostalgija dobila Porina 2004. godine. Film počinje igrati u kinima 3. siječnja 2013. godine.

## Radnja
U otočnom gradiću neznanog imena mladi katolički svećenik don Fabijan zavidi starijem svećeniku popularnost među građanima. Nakon što je Papa odredbom dopustio uporabu kondoma u nekim slučajevima, mladi svećenik počinje bušiti kondome koje bogobojazni Petar prodaje na svojem kiosku. Što će se iz toga izroditi kad im počne pomagati i lokalni domoljubni ljekarnik Marin ne treba pogađati tri puta...
Glavni likovi će se upuštati u sve bezobzirnije laži, špijuniranje i manipuliranje tuđim životima. Jednog će mladića prisiliti da se oženi promiskuitetnom djevojkom slagavši mu da je otac djeteta, jedna će djevojka biti oteta i zatvorena na "šufitu" kako ne bi mogla pobaciti, jedna će žena glumiti da je trudna kako bi ilegalno posvojila dijete, a jedna djevojčica će postati žrtva pedofila koji će se ubiti.

## Glumci
- Krešimir Mikić - don Fabijan, mladi svećenik kojem je na pamet pala "vrhunska" ideja
- Nikša Butijer - Petar, prodavač na kiosku, don Fabijanov pomagač
- Dražen Kühn - Marin, domoljubni ljekarnik
- Marija Škaričić - Marta, pobožna mještanka i lažna trudnica
- Jadranka Đokić - Ane, mentalno bolesna sirota djevojka
- Marinko Prga - učitelj, glasnogovornik mjesnog ogranka HDZ-a
- Stojan Matavulj - gradonačelnik, glasnogovornik mjesnog ogranka SDP-a

## Kritike
Maja Hrgović u Novom listu piše Brešan je išao na sigurno kad je u film ubacio toliko dopadljivih općih mjesta u obradi teme licemjerja institucije Crkve, čija aktualnost ne jenjava: s jedne strane ponudio je gledateljima maratonski niz skečeva (od onih koji se temelje na pogrešnim interpretacijama, mehanizmu komedije zabune, pa do anegdotalnih rješenja koja kao da su »pokupljena« iz kakvog lošijeg sitcoma, na primjer ono kad se ženskar ulovljen u bračnu stupicu napije i popne na stup i otamo pjeva klapske pjesme, a žena i majka neuspješno ga nagovaraju da siđe), a s druge strane, priču je »pojačao« zgodnim ilustracijama pojedinih situacija, na primjer ono kad ljekarnik (nacionalist, rasist i ksenofob) prestravljen naglo probuđenim zanimanjem medija za »otok ljubavi« predviđa kako će stranci pokupovati nekretnine na otoku i potpuno zavladati tradicijom, pa pop u bljesku imaginacije koji možda najavljuje njegovo kasnije mentalno »puknuće«, vidi mjesnu klapu sastavljenu od crnaca i Kineza., iz čega bi se moglo zaključiti da bi film mogao imati dobru gledanost zahvaljujući jasnoj prepoznatljivosti a istovremeno dovoljnom satiričnom odmaku većine scena. Ako bi poneka aluzija ili scena nekoga mogla i odbiti, redatelj je to indirektno prokomentirao: Ako Crkva bude napadala, vjerujem da će se film sâm obraniti. Badava film koji ja moram braniti po cesti., što se može iščitati kao "reakciju Crkve ne očekujem, a za ostale reakcije bi se film trebao pobrinuti sâm".
Prof. dr. sc. Tonči Matulić,  pročelnik Katoličkog bogoslovnog fakulteta u Zagrebu rekao je; "danas živimo u suvremenom hrvatskom društvu u ozračju u kojem se žrtva i vjera nemilice izruguju i ironiziraju. Tvrdnje je oprimjerio najnovijim filmom "Svećenikova djeca" u kojem se podmuklo okaljavajući ispovjednu tajnu želi poručiti da Crkva sustavno djeluje kao zločinačka organizacija koja je preživjela 2000 godina zahvaljujući vještom prikrivanju zločina."  Župnik u Bošnjacima preporučio je svojim župljanima na misi da ne idu gledati film, a u Benkovcu je otkazana već unaprijed dogovorena projekcija filma.

## Vanjske poveznice
- http://www.moj-film.hr/film/info/svecenikova-djeca/
- http://www.youtube.com/watch?v=LycG8dVIdbs - foršpan "Nogomet", objavljen 20. rujna 2012.
- http://www.youtube.com/watch?v=a33W3hOrHR4 - foršpan "Balote", objavljen 20. rujna 2012.